# Eric Clapton (음반)
| 전문가 평가              | 전문가 평가 |
| 평가 점수                | 평가 점수   |
| 출처                     | 점수        |
| ------------------------ | ----------- |
| AllMusic                 | [ 2 ]       |
| Christgau's Record Guide | B           |
| Q                        | [ 4 ]       |

《Eric Clapton》은 1970년 8월 12일, 영국의 록 음악가 에릭 클랩튼이 앳코 레코드와 폴리도르 레코드로 발매한 데뷔 솔로 스튜디오 음반이다.

## 배경 및 커버 아트
야드버즈, 존 메이올 & 더 블루스브레이커스, 크림과 블라인드 페이스 등의 밴드로 성공을 거둔 클랩튼은 1969년 말과 1970년 초에 자신의 이름으로 음반을 녹음했다. 음반 커버는 클랩튼이 장식될 방에 앉아있는 것을 보여준다. 그리고 사다리, 의자 그리고 카펫이 놓여있다. 클랩튼은 오른손에 담배를 들고 펜더 스트라토캐스터 브라우니 일렉트릭 기타를 들고 있다.

## 녹음
클랩튼은 1969년 11월, 런던 올림픽 스튜디오에서 일부 트랙을 녹음했으며 1970년 1월, 웨스트로스앤젤레스의 빌리지 레코더 스튜디오에서, 같은 해 3월, 런던의 아일랜드 스튜디오에서 두 번의 세션으로 더 많은 곡을 녹음했다. 이 음반에서 클랩튼과 함께 작업한 많은 음악가들이 이전에 블라인드 페이스 공연을 열었던 밴드 덜레이니 & 보니와 함께 작업해 왔다. 이 음악가들은 〈Let It Rain〉에서 들을 수 있는 공동 창작자, 공동 작곡가인 바비 휘트록 등 데릭 앤 더 도미노스의 핵심을 포함시켰다.
〈Let it Rain〉은 원래 〈She Rides〉로 다른 가사로 녹음되었다. 이 음반의 믹스는 덜레이니 브램릿이, 톰 다우드가, 클랩튼이 각각 세 곡씩 했다. 다우드 믹스는 원래 발매에 사용된 것이었다. 브램렛의 믹스는 2006년 CD로 발매된 디럭스 에디션에 포함되어 있다.
클랩튼은 2006년부터 진행된 인터뷰에서 《The Road to Escondido》을 홍보하며 "이번 음반을 만들게 되어 매우 행복했고 녹음 세션의 결과에 만족했다"면서도 "그 음반이 마음에 들지 않는 것은 오직 그의 목소리뿐"이라고 언급했다. 왜냐하면 그것은 클랩튼이 "항상 늙은이처럼 들기를 원했기 때문"에 매우 "높은"과 "젊은"으로 들리기 때문이다.

## 곡 목록
| #  | 제목                                  | 작사·작곡                    | 재생 시간 |
| -- | ------------------------------------- | ---------------------------- | --------- |
| 1. | 〈Slunky〉                            | 덜레이니 브램릿, 에릭 클랩튼 | 3:34      |
| 2. | 〈Bad Boy〉                           | D. 브램릿, 클랩튼            | 3:34      |
| 3. | 〈Lonesome and a Long Way from Home〉 | 보니 브램릿, 리언 러셀       | 3:29      |
| 4. | 〈After Midnight〉                    | J. J. 케일                   | 2:51      |
| 5. | 〈Easy Now〉                          | 클랩튼                       | 2:57      |
| 6. | 〈Blues Power〉                       | 클랩튼, 러셀                 | 3:09      |

| #  | 제목                           | 작사·작곡                | 재생 시간 |
| -- | ------------------------------ | ------------------------ | --------- |
| 1. | 〈Bottle of Red Wine〉         | B. 브램릿, 클랩튼        | 3:06      |
| 2. | 〈Lovin' You Lovin' Me〉       | D. 브램릿, 클랩튼        | 3:19      |
| 3. | 〈Told You For the Last Time〉 | B. 브램릿, 스티브 크로퍼 | 2:30      |
| 4. | 〈Don't Know Why〉             | B. 브램릿, 클랩튼        | 3:10      |
| 5. | 〈Let It Rain〉                | B. 브램릿, 클랩튼        | 5:02      |